# Nomfusi

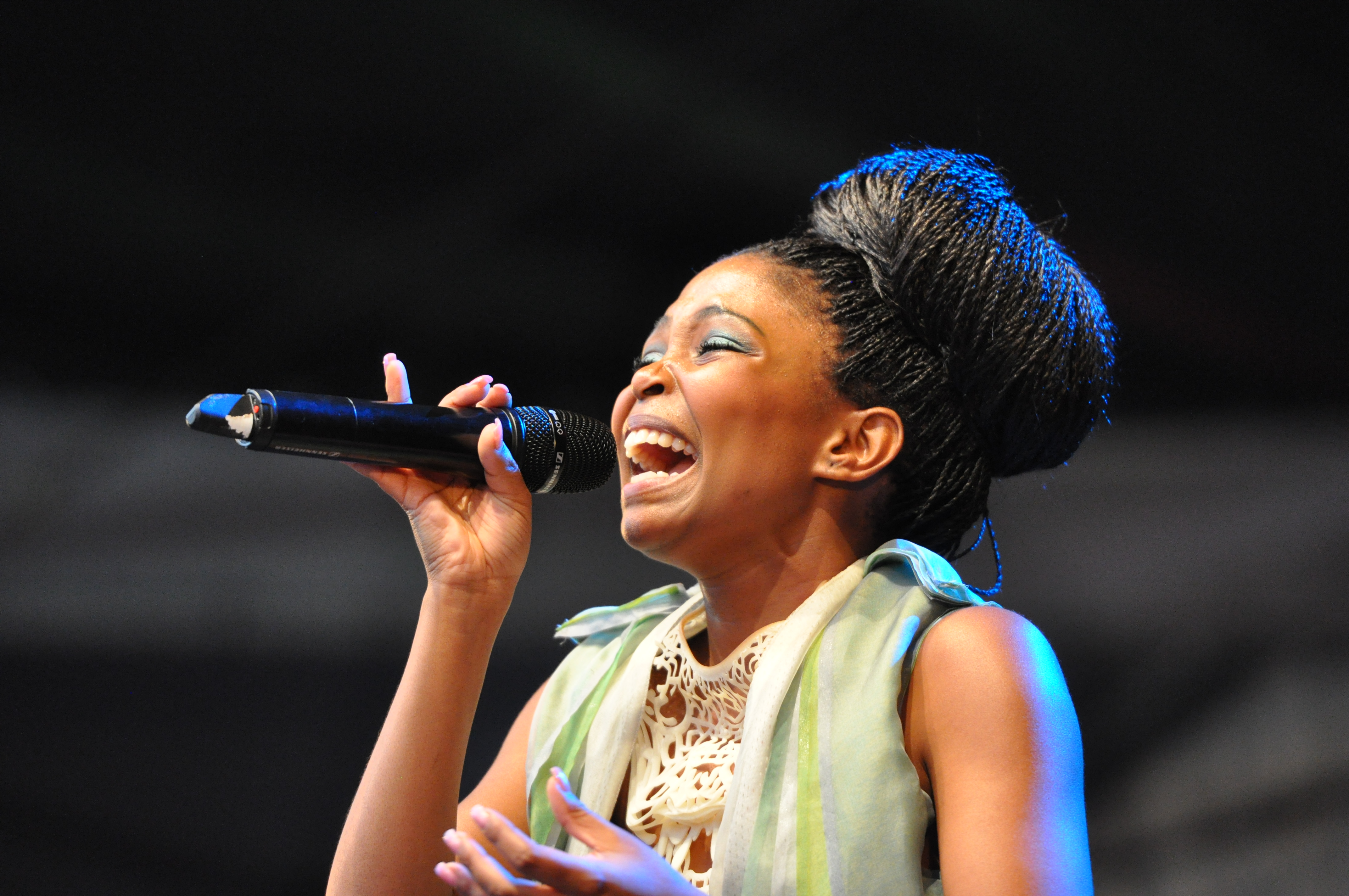

Nomfusi Gotyana (KwaZakhele, Dél-afrikai Köztársaság, 1988), művésznevén Nomfusi, dél-afrikai afro-soul énekesnő, dalszerző, színész.

## Életpályája
A kelet-fokföldi KwaZakhele településen született. Édesanyját, Kwazibanit 12 évesen vesztette el, ezután nagynénje nevelte. Az iskolát Port Elizabethben járta ki, majd 18 évesen Fokvárosba költözött, ahol pincérként és énekesként dolgozott. A zeneipar 2007-ben fedezte fel, első nagylemezét (Kwazibani) 2009-ben adta ki. 2018-ban már több, mint 20 nemzetközi turnét tudott maga mögött.
Zenéje a modern dél-afrikai popzene, a dzsessz, és a rhythm and blues keveréke.

## Diszkográfia

### Albumok
- Kwazibani (Universal Music, 2009)
- Take Me Home (Universal Music, 2012)
- African Day (Delicious Tunes, 2017)

### Kislemezek
- Uthando Lwam (Qam Qam) (2008)
- Nontsokolo (2009)
- Kwazibani (2009)
- Kunjalo (2012)

## Színészi karrierje
Miriam Makeba szerepét játszotta a 2014-es Mandela – Hosszú út a szabadságig (Mandela: Long Walk to Freedom) című filmben.